# جون ديني
جون ديني (بالإنجليزية: John Denny)‏ هو لاعب كرة قاعدة أمريكي، ولد في 8 نوفمبر 1952 في أريزونا في الولايات المتحدة.

## وصلات خارجية
- جون ديني على موقع دوري كرة القاعدة الرئيسي (الإنجليزية)
- جون ديني على موقعبيزبول رفرنس.كوم (الدوري الرئيسي) (الإنجليزية)
- جون ديني على موقعبيزبول رفرنس.كوم (الدوري الثانوي) (الإنجليزية)
- جون ديني على موقع إي إس بي إن.كوم (أم.أل.بي) (الإنجليزية)
- جون ديني على موقع مشجعي الرسوم البيانية (الإنجليزية)